# Paraphasis perkinsi
Paraphasis perkinsi är en fjärilsart som beskrevs av Walsingham 1907. Paraphasis perkinsi ingår i släktet Paraphasis och familjen vecklare. Inga underarter finns listade i Catalogue of Life.